# Plantilles al Campionat del Món de Clubs de futbol 2015
La següent és una llista de plantilles al Campionat del Món de Clubs de futbol 2015. Cada equip havia de convocar una plantilla de 23 homes (tres dels quals havien de ser porters) abans de la data límit indicada per la FIFA, 30 de novembre de 2015. Els lesionats es podrien reemplaçar fins a 24 hores abans del primer partit de l'equip.

## América
Entrenador:  Ignacio Ambríz
| N. | Pos. | Nac. | Jugador                  |
| -- | ---- | --- | ------------------------ |
| 1  | POR  | [[Fitxer:Flag of Mexico.svg\|23x15px\|border \|alt=Mèxic\|link=Selecció de futbol de Mèxic\|{{#if:\|]]              | Hugo González            |
| 2  | DEF  | [[Fitxer:Flag of Argentina.svg\|23x15px\|border \|alt=Argentina\|link=Selecció de futbol de l'Argentina\|{{#if:\|]] | Paolo Goltz              |
| 3  | DEF  | [[Fitxer:Flag of Mexico.svg\|23x15px\|border \|alt=Mèxic\|link=Selecció de futbol de Mèxic\|{{#if:\|]]              | Gil Burón                |
| 4  | DEF  | [[Fitxer:Flag of Mexico.svg\|23x15px\|border \|alt=Mèxic\|link=Selecció de futbol de Mèxic\|{{#if:\|]]              | Erik Pimentel            |
| 6  | DEF  | [[Fitxer:Flag of Paraguay.svg\|23x15px\|border \|alt=Paraguai\|link=Selecció de futbol del Paraguai\|{{#if:\|]]     | Miguel Samudio           |
| 8  | MIG  | [[Fitxer:Flag of Colombia.svg\|23x15px\|border \|alt=Colòmbia\|link=Selecció de futbol de Colòmbia\|{{#if:\|]]      | Andrés Andrade           |
| 9  | DAV  | [[Fitxer:Flag of Argentina.svg\|23x15px\|border \|alt=Argentina\|link=Selecció de futbol de l'Argentina\|{{#if:\|]] | Darío Benedetto          |
| 10 | MIG  | [[Fitxer:Flag of Paraguay.svg\|23x15px\|border \|alt=Paraguai\|link=Selecció de futbol del Paraguai\|{{#if:\|]]     | Osvaldo Martínez         |
| 11 | DAV  | [[Fitxer:Flag of Ecuador.svg\|23x15px\|border \|alt=Equador\|link=Selecció de futbol de l'Equador\|{{#if:\|]]       | Michael Arroyo           |
| 12 | DEF  | [[Fitxer:Flag of Paraguay.svg\|23x15px\|border \|alt=Paraguai\|link=Selecció de futbol del Paraguai\|{{#if:\|]]     | Pablo Aguilar            |
| 13 | POR  | [[Fitxer:Flag of Mexico.svg\|23x15px\|border \|alt=Mèxic\|link=Selecció de futbol de Mèxic\|{{#if:\|]]              | Luis Pineda              |
| 14 | MIG  | [[Fitxer:Flag of Argentina.svg\|23x15px\|border \|alt=Argentina\|link=Selecció de futbol de l'Argentina\|{{#if:\|]] | Rubens Sambueza (capità) |

| N. | Pos. | Nac. | Jugador          |
| -- | ---- | --- | ---------------- |
| 15 | DEF  | [[Fitxer:Flag of Mexico.svg\|23x15px\|border \|alt=Mèxic\|link=Selecció de futbol de Mèxic\|{{#if:\|]]                                      | Osmar Mares      |
| 16 | DAV  | [[Fitxer:Flag of Mexico.svg\|23x15px\|border \|alt=Mèxic\|link=Selecció de futbol de Mèxic\|{{#if:\|]]                                      | Diego Pineda     |
| 17 | DEF  | [[Fitxer:Flag of the United States.svg\|23x15px\|border \|alt=Estats Units d'Amèrica\|link=Selecció de futbol dels Estats Units\|{{#if:\|]] | Ventura Alvarado |
| 18 | MIG  | [[Fitxer:Flag of Mexico.svg\|23x15px\|border \|alt=Mèxic\|link=Selecció de futbol de Mèxic\|{{#if:\|]]                                      | Carlos Rosel     |
| 19 | DAV  | [[Fitxer:Flag of Mexico.svg\|23x15px\|border \|alt=Mèxic\|link=Selecció de futbol de Mèxic\|{{#if:\|]]                                      | Martín Zúñiga    |
| 21 | MIG  | [[Fitxer:Flag of Mexico.svg\|23x15px\|border \|alt=Mèxic\|link=Selecció de futbol de Mèxic\|{{#if:\|]]                                      | José Guerrero    |
| 22 | MIG  | [[Fitxer:Flag of Mexico.svg\|23x15px\|border \|alt=Mèxic\|link=Selecció de futbol de Mèxic\|{{#if:\|]]                                      | Paul Aguilar     |
| 23 | POR  | [[Fitxer:Flag of Mexico.svg\|23x15px\|border \|alt=Mèxic\|link=Selecció de futbol de Mèxic\|{{#if:\|]]                                      | Moisés Muñoz     |
| 24 | DAV  | [[Fitxer:Flag of Mexico.svg\|23x15px\|border \|alt=Mèxic\|link=Selecció de futbol de Mèxic\|{{#if:\|]]                                      | Oribe Peralta    |
| 26 | DAV  | [[Fitxer:Flag of Mexico.svg\|23x15px\|border \|alt=Mèxic\|link=Selecció de futbol de Mèxic\|{{#if:\|]]                                      | Francisco Rivera |
| 31 | DAV  | [[Fitxer:Flag of Colombia.svg\|23x15px\|border \|alt=Colòmbia\|link=Selecció de futbol de Colòmbia\|{{#if:\|]]                              | Darwin Quintero  |

## Auckland City
Entrenador:  Ramon Tribulietx
| N. | Pos. | Nac. | Jugador                   |
| -- | ---- | --- | ------------------------- |
| 1  | POR  | [[Fitxer:Flag of New Zealand.svg\|23x15px\|border \|alt=Nova Zelanda\|link=Selecció de futbol de Nova Zelanda\|{{#if:\|]] | Jacob Spoonley            |
| 2  | DEF  | [[Fitxer:Flag of Serbia.svg\|23x15px\|border \|alt=Sèrbia\|link=Selecció de futbol de Sèrbia\|{{#if:\|]]                  | Marko Đorđević            |
| 3  | DEF  | [[Fitxer:Flag of Japan.svg\|23x15px\|border \|alt=Japó\|link=Selecció de futbol del Japó\|{{#if:\|]]                      | Takuya Iwata              |
| 4  | MIG  | [[Fitxer:Flag of Croatia.svg\|23x15px\|border \|alt=Croàcia\|link=Selecció de futbol de Croàcia\|{{#if:\|]]               | Mario Bilen               |
| 5  | DEF  | [[Fitxer:Flag of Spain.svg\|23x15px\|border \|alt=Espanya\|link=Selecció de futbol d'Espanya\|{{#if:\|]]                  | Ángel Berlanga (capità)   |
| 6  | DEF  | [[Fitxer:Flag of New Zealand.svg\|23x15px\|border \|alt=Nova Zelanda\|link=Selecció de futbol de Nova Zelanda\|{{#if:\|]] | Jesse Edge                |
| 7  | MIG  | [[Fitxer:Flag of Spain.svg\|23x15px\|border \|alt=Espanya\|link=Selecció de futbol d'Espanya\|{{#if:\|]]                  | Mikel Álvaro              |
| 8  | DEF  | [[Fitxer:Flag of New Zealand.svg\|23x15px\|border \|alt=Nova Zelanda\|link=Selecció de futbol de Nova Zelanda\|{{#if:\|]] | Michael den Heijer        |
| 9  | DEF  | [[Fitxer:Flag of England.svg\|23x15px\|border \|alt=Anglaterra\|link=Selecció de futbol d'Anglaterra\|{{#if:\|]]          | Darren White              |
| 10 | DAV  | [[Fitxer:Flag of New Zealand.svg\|23x15px\|border \|alt=Nova Zelanda\|link=Selecció de futbol de Nova Zelanda\|{{#if:\|]] | Ryan De Vries             |
| 11 | MIG  | [[Fitxer:Flag of New Zealand.svg\|23x15px\|border \|alt=Nova Zelanda\|link=Selecció de futbol de Nova Zelanda\|{{#if:\|]] | Te Atawhai Hudson-Wihongi |
| 12 | MIG  | [[Fitxer:Flag of New Zealand.svg\|23x15px\|border \|alt=Nova Zelanda\|link=Selecció de futbol de Nova Zelanda\|{{#if:\|]] | Adam McGeorge             |

| N. | Pos. | Nac. | Jugador               |
| -- | ---- | --- | --------------------- |
| 13 | DEF  | [[Fitxer:Flag of New Zealand.svg\|23x15px\|border \|alt=Nova Zelanda\|link=Selecció de futbol de Nova Zelanda\|{{#if:\|]]     | Alfie Rogers          |
| 14 | DAV  | [[Fitxer:Flag of New Zealand.svg\|23x15px\|border \|alt=Nova Zelanda\|link=Selecció de futbol de Nova Zelanda\|{{#if:\|]]     | Clayton Lewis         |
| 16 | DEF  | [[Fitxer:Flag of South Korea.svg\|23x15px\|border \|alt=Corea del Sud\|link=Selecció de futbol de Corea del Sud\|{{#if:\|]]   | Kim Dae-wook          |
| 17 | DAV  | [[Fitxer:Flag of Portugal.svg\|23x15px\|border \|alt=Portugal\|link=Selecció de futbol de Portugal\|{{#if:\|]]                | João Moreira          |
| 18 | POR  | [[Fitxer:Flag of New Zealand.svg\|23x15px\|border \|alt=Nova Zelanda\|link=Selecció de futbol de Nova Zelanda\|{{#if:\|]]     | Danyon Drake          |
| 19 | DAV  | [[Fitxer:Flag of the Solomon Islands.svg\|23x15px\|border \|alt=Salomó (estat)\|link=Selecció de futbol de Salomó\|{{#if:\|]] | Micah Lea'alafa       |
| 20 | DAV  | [[Fitxer:Flag of Argentina.svg\|23x15px\|border \|alt=Argentina\|link=Selecció de futbol de l'Argentina\|{{#if:\|]]           | Emiliano Tade         |
| 21 | DAV  | [[Fitxer:Flag of New Zealand.svg\|23x15px\|border \|alt=Nova Zelanda\|link=Selecció de futbol de Nova Zelanda\|{{#if:\|]]     | Nathaniel Hailemariam |
| 22 | DAV  | [[Fitxer:Flag of New Zealand.svg\|23x15px\|border \|alt=Nova Zelanda\|link=Selecció de futbol de Nova Zelanda\|{{#if:\|]]     | Andrew Milne          |
| 23 | MIG  | [[Fitxer:Flag of New Zealand.svg\|23x15px\|border \|alt=Nova Zelanda\|link=Selecció de futbol de Nova Zelanda\|{{#if:\|]]     | Sam Burfoot           |
| 24 | POR  | [[Fitxer:Flag of New Zealand.svg\|23x15px\|border \|alt=Nova Zelanda\|link=Selecció de futbol de Nova Zelanda\|{{#if:\|]]     | Liam Anderson         |

## Barcelona
Entrenador:  Luis Enrique
| N. | Pos. | Nac. | Jugador                  |
| -- | ---- | --- | ------------------------ |
| 1  | POR  | [[Fitxer:Flag of Germany.svg\|23x15px\|border \|alt=Alemanya\|link=Selecció de futbol d'Alemanya\|{{#if:\|]]        | Marc-André ter Stegen    |
| 2  | DEF  | [[Fitxer:Flag of Brazil.svg\|23x15px\|border \|alt=Brasil\|link=Selecció de futbol del Brasil\|{{#if:\|]]           | Douglas                  |
| 3  | DEF  | [[Fitxer:Flag of Catalonia.svg\|23x15px\|border \|alt=Catalunya\|link=Selecció de futbol de Catalunya\|{{#if:\|]]   | Gerard Piqué             |
| 4  | MIG  | [[Fitxer:Flag of Croatia.svg\|23x15px\|border \|alt=Croàcia\|link=Selecció de futbol de Croàcia\|{{#if:\|]]         | Ivan Rakitić             |
| 5  | MIG  | [[Fitxer:Flag of Catalonia.svg\|23x15px\|border \|alt=Catalunya\|link=Selecció de futbol de Catalunya\|{{#if:\|]]   | Sergio Busquets          |
| 6  | DEF  | [[Fitxer:Flag of Brazil.svg\|23x15px\|border \|alt=Brasil\|link=Selecció de futbol del Brasil\|{{#if:\|]]           | Dani Alves               |
| 8  | MIG  | [[Fitxer:Flag of Spain.svg\|23x15px\|border \|alt=Espanya\|link=Selecció de futbol d'Espanya\|{{#if:\|]]            | Andrés Iniesta (capità)  |
| 9  | DAV  | [[Fitxer:Flag of Uruguay.svg\|23x15px\|border \|alt=Uruguai\|link=Selecció de futbol de l'Uruguai\|{{#if:\|]]       | Luis Alberto Suárez Díaz |
| 10 | DAV  | [[Fitxer:Flag of Argentina.svg\|23x15px\|border \|alt=Argentina\|link=Selecció de futbol de l'Argentina\|{{#if:\|]] | Lionel Messi             |
| 11 | DAV  | [[Fitxer:Flag of Brazil.svg\|23x15px\|border \|alt=Brasil\|link=Selecció de futbol del Brasil\|{{#if:\|]]           | Neymar                   |
| 13 | POR  | [[Fitxer:Flag of Chile.svg\|23x15px\|border \|alt=Xile\|link=Selecció de futbol de Xile\|{{#if:\|]]                 | Claudio Bravo            |
| 14 | MIG  | [[Fitxer:Flag of Argentina.svg\|23x15px\|border \|alt=Argentina\|link=Selecció de futbol de l'Argentina\|{{#if:\|]] | Javier Mascherano        |

| N. | Pos. | Nac. | Jugador          |
| -- | ---- | --- | ---------------- |
| 15 | DEF  | [[Fitxer:Flag of Catalonia.svg\|23x15px\|border \|alt=Catalunya\|link=Selecció de futbol de Catalunya\|{{#if:\|]]               | Marc Bartra      |
| 17 | DAV  | [[Fitxer:Flag of Catalonia.svg\|23x15px\|border \|alt=Catalunya\|link=Selecció de futbol de Catalunya\|{{#if:\|]]               | Munir El Haddadi |
| 18 | DEF  | [[Fitxer:Flag of Catalonia.svg\|23x15px\|border \|alt=Catalunya\|link=Selecció de futbol de Catalunya\|{{#if:\|]]               | Jordi Alba       |
| 19 | DAV  | [[Fitxer:Flag of Spain.svg\|23x15px\|border \|alt=Espanya\|link=Selecció de futbol d'Espanya\|{{#if:\|]]                        | Sandro Ramírez   |
| 20 | MIG  | [[Fitxer:Flag of Catalonia.svg\|23x15px\|border \|alt=Catalunya\|link=Selecció de futbol de Catalunya\|{{#if:\|]]               | Sergi Roberto    |
| 21 | DEF  | [[Fitxer:Flag of Brazil.svg\|23x15px\|border \|alt=Brasil\|link=Selecció de futbol del Brasil\|{{#if:\|]]                       | Adriano          |
| 23 | DEF  | [[Fitxer:Flag of Belgium (civil).svg\|23x15px\|border \|alt=Bèlgica\|link=Selecció de futbol de Bèlgica\|{{#if:\|]]             | Thomas Vermaelen |
| 24 | DEF  | [[Fitxer:Flag of France (1794–1815, 1830–1974).svg\|23x15px\|border \|alt=França\|link=Selecció de futbol de França\|{{#if:\|]] | Jérémy Mathieu   |
| 25 | POR  | [[Fitxer:Flag of Catalonia.svg\|23x15px\|border \|alt=Catalunya\|link=Selecció de futbol de Catalunya\|{{#if:\|]]               | Jordi Masip      |
| 26 | MIG  | [[Fitxer:Flag of Catalonia.svg\|23x15px\|border \|alt=Catalunya\|link=Selecció de futbol de Catalunya\|{{#if:\|]]               | Sergi Samper     |
| 28 | MIG  | [[Fitxer:Flag of Catalonia.svg\|23x15px\|border \|alt=Catalunya\|link=Selecció de futbol de Catalunya\|{{#if:\|]]               | Gerard Gumbau    |

## Guangzhou Evergrande Taobao
Entrenador:  Luiz Felipe Scolari
| N. | Pos. | Nac. | Jugador            |
| -- | ---- | --- | ------------------ |
| 3  | DEF  | [[Fitxer:Flag of the People's Republic of China.svg\|23x15px\|border \|alt=República Popular de la Xina\|link=Selecció de futbol de la Xina\|{{#if:\|]] | Mei Fang           |
| 5  | DEF  | [[Fitxer:Flag of the People's Republic of China.svg\|23x15px\|border \|alt=República Popular de la Xina\|link=Selecció de futbol de la Xina\|{{#if:\|]] | Zhang Linpeng      |
| 6  | DEF  | [[Fitxer:Flag of the People's Republic of China.svg\|23x15px\|border \|alt=República Popular de la Xina\|link=Selecció de futbol de la Xina\|{{#if:\|]] | Feng Xiaoting      |
| 7  | DAV  | [[Fitxer:Flag of Brazil.svg\|23x15px\|border \|alt=Brasil\|link=Selecció de futbol del Brasil\|{{#if:\|]]                                               | Alan               |
| 8  | MIG  | [[Fitxer:Flag of Brazil.svg\|23x15px\|border \|alt=Brasil\|link=Selecció de futbol del Brasil\|{{#if:\|]]                                               | Paulinho           |
| 9  | DAV  | [[Fitxer:Flag of Brazil.svg\|23x15px\|border \|alt=Brasil\|link=Selecció de futbol del Brasil\|{{#if:\|]]                                               | Elkeson            |
| 10 | MIG  | [[Fitxer:Flag of the People's Republic of China.svg\|23x15px\|border \|alt=República Popular de la Xina\|link=Selecció de futbol de la Xina\|{{#if:\|]] | Zheng Zhi (capità) |
| 11 | MIG  | [[Fitxer:Flag of Brazil.svg\|23x15px\|border \|alt=Brasil\|link=Selecció de futbol del Brasil\|{{#if:\|]]                                               | Ricardo Goulart    |
| 12 | MIG  | [[Fitxer:Flag of the People's Republic of China.svg\|23x15px\|border \|alt=República Popular de la Xina\|link=Selecció de futbol de la Xina\|{{#if:\|]] | Wang Shangyuan     |
| 13 | POR  | [[Fitxer:Flag of the People's Republic of China.svg\|23x15px\|border \|alt=República Popular de la Xina\|link=Selecció de futbol de la Xina\|{{#if:\|]] | Fang Jingqi        |
| 16 | MIG  | [[Fitxer:Flag of the People's Republic of China.svg\|23x15px\|border \|alt=República Popular de la Xina\|link=Selecció de futbol de la Xina\|{{#if:\|]] | Huang Bowen        |
| 17 | MIG  | [[Fitxer:Flag of the People's Republic of China.svg\|23x15px\|border \|alt=República Popular de la Xina\|link=Selecció de futbol de la Xina\|{{#if:\|]] | Liu Jian           |

| N. | Pos. | Nac. | Jugador        |
| -- | ---- | --- | -------------- |
| 19 | POR  | [[Fitxer:Flag of the People's Republic of China.svg\|23x15px\|border \|alt=República Popular de la Xina\|link=Selecció de futbol de la Xina\|{{#if:\|]] | Zeng Cheng     |
| 20 | MIG  | [[Fitxer:Flag of the People's Republic of China.svg\|23x15px\|border \|alt=República Popular de la Xina\|link=Selecció de futbol de la Xina\|{{#if:\|]] | Yu Hanchao     |
| 21 | MIG  | [[Fitxer:Flag of the People's Republic of China.svg\|23x15px\|border \|alt=República Popular de la Xina\|link=Selecció de futbol de la Xina\|{{#if:\|]] | Zhao Xuri      |
| 22 | POR  | [[Fitxer:Flag of the People's Republic of China.svg\|23x15px\|border \|alt=República Popular de la Xina\|link=Selecció de futbol de la Xina\|{{#if:\|]] | Li Shuai       |
| 25 | DEF  | [[Fitxer:Flag of the People's Republic of China.svg\|23x15px\|border \|alt=República Popular de la Xina\|link=Selecció de futbol de la Xina\|{{#if:\|]] | Zou Zheng      |
| 27 | MIG  | [[Fitxer:Flag of the People's Republic of China.svg\|23x15px\|border \|alt=República Popular de la Xina\|link=Selecció de futbol de la Xina\|{{#if:\|]] | Zheng Long     |
| 28 | DEF  | [[Fitxer:Flag of South Korea.svg\|23x15px\|border \|alt=Corea del Sud\|link=Selecció de futbol de Corea del Sud\|{{#if:\|]]                             | Kim Young-gwon |
| 29 | DAV  | [[Fitxer:Flag of the People's Republic of China.svg\|23x15px\|border \|alt=República Popular de la Xina\|link=Selecció de futbol de la Xina\|{{#if:\|]] | Gao Lin        |
| 33 | DEF  | [[Fitxer:Flag of the People's Republic of China.svg\|23x15px\|border \|alt=República Popular de la Xina\|link=Selecció de futbol de la Xina\|{{#if:\|]] | Rong Hao       |
| 35 | DEF  | [[Fitxer:Flag of the People's Republic of China.svg\|23x15px\|border \|alt=República Popular de la Xina\|link=Selecció de futbol de la Xina\|{{#if:\|]] | Li Xuepeng     |
| 56 | DAV  | [[Fitxer:Flag of Brazil.svg\|23x15px\|border \|alt=Brasil\|link=Selecció de futbol del Brasil\|{{#if:\|]]                                               | Robinho        |

## TP Mazembe
Entrenador:  Patrice Carteron
| N. | Pos. | Nac. | Jugador         |
| -- | ---- | --- | --------------- |
| 1  | POR  | [[Fitxer:Flag of the Democratic Republic of the Congo.svg\|23x15px\|border \|alt=República Democràtica del Congo\|link=Selecció de futbol de la República Democràtica del Congo\|{{#if:\|]] | Robert Kidiaba  |
| 2  | DEF  | [[Fitxer:Flag of the Democratic Republic of the Congo.svg\|23x15px\|border \|alt=República Democràtica del Congo\|link=Selecció de futbol de la República Democràtica del Congo\|{{#if:\|]] | Joël Kimwaki    |
| 4  | DEF  | [[Fitxer:Flag of Zambia.svg\|23x15px\|border \|alt=Zàmbia\|link=Selecció de futbol de Zàmbia\|{{#if:\|]]                                                                                    | Nathan Sinkala  |
| 5  | DEF  | [[Fitxer:Flag of the Democratic Republic of the Congo.svg\|23x15px\|border \|alt=República Democràtica del Congo\|link=Selecció de futbol de la República Democràtica del Congo\|{{#if:\|]] | Patient Mwepo   |
| 6  | DEF  | [[Fitxer:Flag of Mali.svg\|23x15px\|border \|alt=Mali\|link=Selecció de futbol de Mali\|{{#if:\|]]                                                                                          | Salif Coulibaly |
| 7  | DAV  | [[Fitxer:Flag of Côte d'Ivoire.svg\|23x15px\|border \|alt=Costa d'Ivori\|link=Selecció de futbol de la Costa d'Ivori\|{{#if:\|]]                                                            | Roger Assalé    |
| 9  | DAV  | [[Fitxer:Flag of Tanzania.svg\|23x15px\|border \|alt=Tanzània\|link=Selecció de futbol de Tanzània\|{{#if:\|]]                                                                              | Mbwana Samatta  |
| 10 | MIG  | [[Fitxer:Flag of Zambia.svg\|23x15px\|border \|alt=Zàmbia\|link=Selecció de futbol de Zàmbia\|{{#if:\|]]                                                                                    | Given Singuluma |
| 11 | DAV  | [[Fitxer:Flag of Mali.svg\|23x15px\|border \|alt=Mali\|link=Selecció de futbol de Mali\|{{#if:\|]]                                                                                          | Adama Traoré    |
| 12 | MIG  | [[Fitxer:Flag of the Democratic Republic of the Congo.svg\|23x15px\|border \|alt=República Democràtica del Congo\|link=Selecció de futbol de la República Democràtica del Congo\|{{#if:\|]] | Bope Bokadi     |
| 14 | DEF  | [[Fitxer:Flag of Zambia.svg\|23x15px\|border \|alt=Zàmbia\|link=Selecció de futbol de Zàmbia\|{{#if:\|]]                                                                                    | Kabaso Chongo   |
| 16 | MIG  | [[Fitxer:Flag of Côte d'Ivoire.svg\|23x15px\|border \|alt=Costa d'Ivori\|link=Selecció de futbol de la Costa d'Ivori\|{{#if:\|]]                                                            | Christian Koffi |

| N. | Pos. | Nac. | Jugador          |
| -- | ---- | --- | ---------------- |
| 17 | DAV  | [[Fitxer:Flag of the Democratic Republic of the Congo.svg\|23x15px\|border \|alt=República Democràtica del Congo\|link=Selecció de futbol de la República Democràtica del Congo\|{{#if:\|]] | Jonathan Bolingi |
| 18 | MIG  | [[Fitxer:Flag of Zambia.svg\|23x15px\|border \|alt=Zàmbia\|link=Selecció de futbol de Zàmbia\|{{#if:\|]]                                                                                    | Rainford Kalaba  |
| 19 | MIG  | [[Fitxer:Flag of Ghana.svg\|23x15px\|border \|alt=Ghana\|link=Selecció de futbol de Ghana\|{{#if:\|]]                                                                                       | Daniel Adjei     |
| 20 | DAV  | [[Fitxer:Flag of Ghana.svg\|23x15px\|border \|alt=Ghana\|link=Selecció de futbol de Ghana\|{{#if:\|]]                                                                                       | Solomon Asante   |
| 21 | POR  | [[Fitxer:Flag of the Democratic Republic of the Congo.svg\|23x15px\|border \|alt=República Democràtica del Congo\|link=Selecció de futbol de la República Democràtica del Congo\|{{#if:\|]] | Aimé Bakula      |
| 22 | POR  | [[Fitxer:Flag of Côte d'Ivoire.svg\|23x15px\|border \|alt=Costa d'Ivori\|link=Selecció de futbol de la Costa d'Ivori\|{{#if:\|]]                                                            | Sylvain Gbohouo  |
| 23 | MIG  | [[Fitxer:Flag of Ghana.svg\|23x15px\|border \|alt=Ghana\|link=Selecció de futbol de Ghana\|{{#if:\|]]                                                                                       | Gladson Awako    |
| 24 | DEF  | [[Fitxer:Flag of Ghana.svg\|23x15px\|border \|alt=Ghana\|link=Selecció de futbol de Ghana\|{{#if:\|]]                                                                                       | Yaw Frimpong     |
| 27 | DEF  | [[Fitxer:Flag of Ghana.svg\|23x15px\|border \|alt=Ghana\|link=Selecció de futbol de Ghana\|{{#if:\|]]                                                                                       | Richard Boateng  |
| 28 | DAV  | [[Fitxer:Flag of Tanzania.svg\|23x15px\|border \|alt=Tanzània\|link=Selecció de futbol de Tanzània\|{{#if:\|]]                                                                              | Thomas Ulimwengu |
| 29 | MIG  | [[Fitxer:Flag of Mali.svg\|23x15px\|border \|alt=Mali\|link=Selecció de futbol de Mali\|{{#if:\|]]                                                                                          | Boubacar Diarra  |

## River Plate
Entrenador:  Marcelo Gallardo
| N. | Pos. | Nac. | Jugador                   |
| -- | ---- | --- | ------------------------- |
| 1  | POR  | [[Fitxer:Flag of Argentina.svg\|23x15px\|border \|alt=Argentina\|link=Selecció de futbol de l'Argentina\|{{#if:\|]] | Marcelo Barovero (capità) |
| 2  | DEF  | [[Fitxer:Flag of Argentina.svg\|23x15px\|border \|alt=Argentina\|link=Selecció de futbol de l'Argentina\|{{#if:\|]] | Jonathan Maidana          |
| 3  | DEF  | [[Fitxer:Flag of Colombia.svg\|23x15px\|border \|alt=Colòmbia\|link=Selecció de futbol de Colòmbia\|{{#if:\|]]      | Éder Álvarez Balanta      |
| 5  | MIG  | [[Fitxer:Flag of Argentina.svg\|23x15px\|border \|alt=Argentina\|link=Selecció de futbol de l'Argentina\|{{#if:\|]] | Matías Kranevitter        |
| 6  | DEF  | [[Fitxer:Flag of Argentina.svg\|23x15px\|border \|alt=Argentina\|link=Selecció de futbol de l'Argentina\|{{#if:\|]] | Leandro Vega              |
| 7  | DAV  | [[Fitxer:Flag of Uruguay.svg\|23x15px\|border \|alt=Uruguai\|link=Selecció de futbol de l'Uruguai\|{{#if:\|]]       | Rodrigo Mora              |
| 8  | MIG  | [[Fitxer:Flag of Uruguay.svg\|23x15px\|border \|alt=Uruguai\|link=Selecció de futbol de l'Uruguai\|{{#if:\|]]       | Carlos Sánchez            |
| 10 | MIG  | [[Fitxer:Flag of Argentina.svg\|23x15px\|border \|alt=Argentina\|link=Selecció de futbol de l'Argentina\|{{#if:\|]] | Gonzalo Martínez          |
| 11 | DAV  | [[Fitxer:Flag of Argentina.svg\|23x15px\|border \|alt=Argentina\|link=Selecció de futbol de l'Argentina\|{{#if:\|]] | Javier Saviola            |
| 12 | POR  | [[Fitxer:Flag of Argentina.svg\|23x15px\|border \|alt=Argentina\|link=Selecció de futbol de l'Argentina\|{{#if:\|]] | Augusto Batalla           |
| 13 | DAV  | [[Fitxer:Flag of Argentina.svg\|23x15px\|border \|alt=Argentina\|link=Selecció de futbol de l'Argentina\|{{#if:\|]] | Lucas Alario              |
| 15 | DAV  | [[Fitxer:Flag of Argentina.svg\|23x15px\|border \|alt=Argentina\|link=Selecció de futbol de l'Argentina\|{{#if:\|]] | Leonardo Pisculichi       |

| N. | Pos. | Nac. | Jugador           |
| -- | ---- | --- | ----------------- |
| 16 | MIG  | [[Fitxer:Flag of Argentina.svg\|23x15px\|border \|alt=Argentina\|link=Selecció de futbol de l'Argentina\|{{#if:\|]] | Nicolás Bertolo   |
| 18 | MIG  | [[Fitxer:Flag of Uruguay.svg\|23x15px\|border \|alt=Uruguai\|link=Selecció de futbol de l'Uruguai\|{{#if:\|]]       | Camilo Mayada     |
| 19 | DAV  | [[Fitxer:Flag of Uruguay.svg\|23x15px\|border \|alt=Uruguai\|link=Selecció de futbol de l'Uruguai\|{{#if:\|]]       | Tabaré Viúdez     |
| 20 | DEF  | [[Fitxer:Flag of Argentina.svg\|23x15px\|border \|alt=Argentina\|link=Selecció de futbol de l'Argentina\|{{#if:\|]] | Milton Casco      |
| 21 | DEF  | [[Fitxer:Flag of Argentina.svg\|23x15px\|border \|alt=Argentina\|link=Selecció de futbol de l'Argentina\|{{#if:\|]] | Leonel Vangioni   |
| 22 | DAV  | [[Fitxer:Flag of Argentina.svg\|23x15px\|border \|alt=Argentina\|link=Selecció de futbol de l'Argentina\|{{#if:\|]] | Sebastián Driussi |
| 23 | MIG  | [[Fitxer:Flag of Argentina.svg\|23x15px\|border \|alt=Argentina\|link=Selecció de futbol de l'Argentina\|{{#if:\|]] | Leonardo Ponzio   |
| 24 | DEF  | [[Fitxer:Flag of Argentina.svg\|23x15px\|border \|alt=Argentina\|link=Selecció de futbol de l'Argentina\|{{#if:\|]] | Emanuel Mammana   |
| 25 | DEF  | [[Fitxer:Flag of Argentina.svg\|23x15px\|border \|alt=Argentina\|link=Selecció de futbol de l'Argentina\|{{#if:\|]] | Gabriel Mercado   |
| 26 | POR  | [[Fitxer:Flag of Argentina.svg\|23x15px\|border \|alt=Argentina\|link=Selecció de futbol de l'Argentina\|{{#if:\|]] | Julio Chiarini    |
| 27 | MIG  | [[Fitxer:Flag of Argentina.svg\|23x15px\|border \|alt=Argentina\|link=Selecció de futbol de l'Argentina\|{{#if:\|]] | Luís González     |

## Sanfrecce Hiroshima
Entrenador: Hajime Moriyasu
| N. | Pos. | Nac. | Jugador                   |
| -- | ---- | --- | ------------------------- |
| 1  | POR  | [[Fitxer:Flag of Japan.svg\|23x15px\|border \|alt=Japó\|link=Selecció de futbol del Japó\|{{#if:\|]]        | Takuto Hayashi            |
| 4  | DEF  | [[Fitxer:Flag of Japan.svg\|23x15px\|border \|alt=Japó\|link=Selecció de futbol del Japó\|{{#if:\|]]        | Hiroki Mizumoto           |
| 5  | DEF  | [[Fitxer:Flag of Japan.svg\|23x15px\|border \|alt=Japó\|link=Selecció de futbol del Japó\|{{#if:\|]]        | Kazuhiko Chiba            |
| 6  | MIG  | [[Fitxer:Flag of Japan.svg\|23x15px\|border \|alt=Japó\|link=Selecció de futbol del Japó\|{{#if:\|]]        | Toshihiro Aoyama (capità) |
| 8  | MIG  | [[Fitxer:Flag of Japan.svg\|23x15px\|border \|alt=Japó\|link=Selecció de futbol del Japó\|{{#if:\|]]        | Kazuyuki Morisaki         |
| 9  | DAV  | [[Fitxer:Flag of Brazil.svg\|23x15px\|border \|alt=Brasil\|link=Selecció de futbol del Brasil\|{{#if:\|]]   | Douglas                   |
| 11 | DAV  | [[Fitxer:Flag of Japan.svg\|23x15px\|border \|alt=Japó\|link=Selecció de futbol del Japó\|{{#if:\|]]        | Hisato Satō               |
| 13 | POR  | [[Fitxer:Flag of Japan.svg\|23x15px\|border \|alt=Japó\|link=Selecció de futbol del Japó\|{{#if:\|]]        | Takuya Masuda             |
| 14 | MIG  | [[Fitxer:Flag of Croatia.svg\|23x15px\|border \|alt=Croàcia\|link=Selecció de futbol de Croàcia\|{{#if:\|]] | Mihael Mikić              |
| 16 | MIG  | [[Fitxer:Flag of Japan.svg\|23x15px\|border \|alt=Japó\|link=Selecció de futbol del Japó\|{{#if:\|]]        | Satoru Yamagishi          |
| 18 | MIG  | [[Fitxer:Flag of Japan.svg\|23x15px\|border \|alt=Japó\|link=Selecció de futbol del Japó\|{{#if:\|]]        | Yoshifumi Kashiwa         |
| 19 | DEF  | [[Fitxer:Flag of Japan.svg\|23x15px\|border \|alt=Japó\|link=Selecció de futbol del Japó\|{{#if:\|]]        | Sho Sasaki                |

| N. | Pos. | Nac.                                                                                                 | Jugador          |
| -- | ---- | --- | ---------------- |
| 21 | POR  | [[Fitxer:Flag of Japan.svg\|23x15px\|border \|alt=Japó\|link=Selecció de futbol del Japó\|{{#if:\|]] | Ryotaro Hironaga |
| 22 | DAV  | [[Fitxer:Flag of Japan.svg\|23x15px\|border \|alt=Japó\|link=Selecció de futbol del Japó\|{{#if:\|]] | Yusuke Minagawa  |
| 24 | MIG  | [[Fitxer:Flag of Japan.svg\|23x15px\|border \|alt=Japó\|link=Selecció de futbol del Japó\|{{#if:\|]] | Gakuto Notsuda   |
| 25 | MIG  | [[Fitxer:Flag of Japan.svg\|23x15px\|border \|alt=Japó\|link=Selecció de futbol del Japó\|{{#if:\|]] | Yusuke Chajima   |
| 27 | MIG  | [[Fitxer:Flag of Japan.svg\|23x15px\|border \|alt=Japó\|link=Selecció de futbol del Japó\|{{#if:\|]] | Kohei Shimizu    |
| 28 | MIG  | [[Fitxer:Flag of Japan.svg\|23x15px\|border \|alt=Japó\|link=Selecció de futbol del Japó\|{{#if:\|]] | Takuya Marutani  |
| 29 | DAV  | [[Fitxer:Flag of Japan.svg\|23x15px\|border \|alt=Japó\|link=Selecció de futbol del Japó\|{{#if:\|]] | Takuma Asano     |
| 30 | MIG  | [[Fitxer:Flag of Japan.svg\|23x15px\|border \|alt=Japó\|link=Selecció de futbol del Japó\|{{#if:\|]] | Kosei Shibasaki  |
| 33 | DEF  | [[Fitxer:Flag of Japan.svg\|23x15px\|border \|alt=Japó\|link=Selecció de futbol del Japó\|{{#if:\|]] | Tsukasa Shiotani |
| 34 | DEF  | [[Fitxer:Flag of Japan.svg\|23x15px\|border \|alt=Japó\|link=Selecció de futbol del Japó\|{{#if:\|]] | Soya Takahashi   |
| 37 | MIG  | [[Fitxer:Flag of Japan.svg\|23x15px\|border \|alt=Japó\|link=Selecció de futbol del Japó\|{{#if:\|]] | Kazuya Miyahara  |